# Martin Amis
Sir Martin Louis Amis (Oxford, 25 agosto 1949 – Lake Worth, 19 maggio 2023) è stato uno scrittore, saggista e sceneggiatore britannico.
Figlio del prolifico scrittore Kingsley Amis, fu autore di alcune delle opere più importanti e conosciute della letteratura postmoderna inglese. I suoi libri più noti sono Money (1984) e London Fields (1989) e, più recentemente, La zona d'interesse (2014) dal quale è stato l'omonimo film diretto da Jonathan Glazer nel 2023, vincitore del Premio Oscar "Miglior film internazionale" nel 2024. Ha ricevuto il James Tait Black Memorial Prize per il suo libro autobiografico Experience (2000) ed è stato candidato due volte per il Booker Prize (nel 1991 per Time's Arrow e nel 2003 per Yellow Dog). Amis è stato fino al 2011 professore di scrittura creativa presso il Centre for New Writing dell'Università di Manchester.
Il lavoro di Martin Amis si concentra sugli eccessi della società capitalista occidentale, di cui percepisce l'assurdità e fa satira attraverso il grottesco e la caricatura.

## Biografia
Nacque nell'agosto 1949 al Radcliffe Maternity Hospital di Oxford, Gran Bretagna. Suo padre, il romanziere Kingsley Amis, era il figlio di un impiegato in un'azienda di senape di Clapham, Londra; sua madre, Hilary ("Hilly") Ann Bardwell, nata a Kingston upon Thames,  era la figlia di un funzionario pubblico del Ministero dell'Agricoltura. Aveva un fratello maggiore, Philip; quindi Martin e una sorella minore, Sally – per la cui nascita Philip Larkin ha composto "Born Yesterday"  – che morì nel 2000 all'età di 46 anni. I suoi genitori si sposarono nel 1948 a Oxford e divorziarono quando Amis aveva 12 anni. Dopo la separazione, Hilly e i bambini si trasferirono a Maiorca, in Spagna, dove rimasero per un po' con Robert Graves.
Amis frequentò numerose scuole negli anni '50 e '60, tra cui una scuola internazionale a Maiorca, la Bishop Gore School di Swansea e la Cambridgeshire High School for Boys, dove fu descritto da un preside come "insolitamente poco promettente".  Il successo che seguì al primo romanzo di suo padre Lucky Jim (1954) portò la famiglia a Princeton, nel New Jersey, negli Stati Uniti, dove suo padre teneva conferenze.
Nel 1965, all'età di 15 anni, Amis interpretò John Thornton nella versione cinematografica di A High Wind in Jamaica di Richard Hughes. Alto 1,68 m, da adolescente si definiva un "culo corto".
Suo padre disse che Amis non era un bambino amante dei libri e "non leggeva altro che fantascienza fino all'età di quindici o sedici anni". Amis dichiarò di aver letto poco più che fumetti finché la sua matrigna, la scrittrice Elizabeth Jane Howard, lo introdusse alla lettura con Jane Austen, che spesso definì come la sua prima influenza. Si laureò all'Exeter College di Oxford, con una prima congratulazione in inglese, "quello in cui sei chiamato per una viva e gli esaminatori ti dicono quanto si sono divertiti a leggere i tuoi articoli".
Dopo la laurea a Oxford nel 1971, Amis scrisse recensioni di romanzi di fantascienza sotto lo pseudonimo di "Henry Tilney" (un cenno a Austen) in una rubrica per The Observer. Trovò un lavoro entry-level presso The Times Literary Supplement nell'estate del 1972. All'età di 27 anni divenne redattore letterario del New Statesman, dove citò scrittore e l'editore John Gross come suo modello,  e incontrò Christopher Hitchens, allora scrittore di lungometraggi per The Observer, che rimase l'amico più intimo di Amis fino alla sua morte nel 2011.
Profondamente influenzato, oltre che dal padre, dall'opera di Vladimir Nabokov, Saul Bellow, con il quale instaurò un'amicizia profonda (tanto che alla morte del padre Kingsley, Martin Amis telefonò a Bellow per dirgli "Ora dovrei essere mio padre", e lo scrittore gli rispose "Beh, ti voglio molto bene"),  James Joyce ed Elmore Leonard (che ebbe anche modo di conoscere e intervistare personalmente), ispirò con il suo particolare e originale stile narrativo un'intera generazione di scrittori inglesi, compresi Will Self e Zadie Smith.
I suoi romanzi più conosciuti, e maggiormente apprezzati dai critici, sono Il dossier Rachel (1973), Altra gente. Un racconto del mistero (1981), Money (1984), Territori londinesi (1989) e La freccia del tempo (1991). Quest'ultimo, scritto come autobiografia di un medico che partecipò alle torture ai danni degli Ebrei durante l'Olocausto, e che è stato candidato per Booker Prize nel 1991, fece notizia sia per la sua tecnica inusuale (il tempo del racconto scorre all'indietro durante l'intero romanzo: perfino i dialoghi sono scritti al contrario), sia per il suo tema.
Amico di altri autori inglesi della sua generazione, come Ian McEwan , Salman Rushdie e Julian Barnes, che con Kazuo Ishiguro e Graham Swift costituivano quella che venne chiamata la golden generation di scrittori britannici , venne rappresentato da Pat Kavanagh, moglie di Barnes, fino al 1995; il passaggio all'agenzia di Andrew Wylie, noto come Lo sciacallo, e forse a causa del contenuto del romanzo The Information, l'amicizia con Barnes si ruppe in modo irreversibile .
Nel 2013 propose di installare cabine telefoniche agli angoli delle strade, destinate alla eutanasia programmata degli anziani, per risolvere il problema dell'invecchiamento della popolazione nei paesi avanzati. La provocatoria proposta ricevette dure critiche.
Nel 2018 uscì il film London Fields, per la regia di Mathew Cullen, tratto dall'omonimo romanzo, alla cui sceneggiatura egli contribuì. Il film raggiunse pessimi risultati sia al botteghino  sia di critica. 
Accanito fumatore da lungo tempo, morì nel 2023 a 73 anni nella sua casa in Florida a causa di un cancro all'esofago.

## Vita privata
Visse e lavorò dividendosi tra Londra e l'Uruguay dopo aver sposato in seconde nozze la scrittrice Isabel Fonseca, che gli diede due figlie, Fernanda e Clio. 
Come raccontato anche nell'autobiografia Experience, lo scrittore ebbe altri tre figli: due maschi (Louis, nato nel 1985, e Jacob, 1986) dal primo matrimonio con Antonia Philips , e una femmina, Delilah Seale, nata nel 1976 da una relazione estemporanea con Lamorna Heath (suicida nel 1978).  alla quale si ricongiunse quando lei aveva 19 anni, grazie all'intervento del padre non biologico della ragazza, Patrick Seale , che, a detta di Lamorna Heat, pur essendo a conoscenza della relazione extraconiugale con Martin Amis, si era sempre comportato da gentiluomo. 

## Opere

### Romanzi
- Il dossier Rachel (The Rachel Papers, 1973), trad. di Federica Aceto, Collana L'Arcipelago, Torino, Einaudi, 2015, ISBN 978-88-061-9915-9.
- Futuro anteriore (Dead Babies, 1975), trad. di Maurizia Balmelli, Collana Supercoralli, Einaudi, Torino, 2016, ISBN 978-88-06-20440-2.
- Successo (Success, 1978), trad. di Federica Aceto, Collana L'Arcipelago, Torino, Einaudi, 2016, ISBN 978-88-06-19913-5.
- Altra gente. Un racconto del mistero (Other People, 1981), trad. di Susanna Basso, Collana I Coralli, Torino, Einaudi, 1998, ISBN 978-88-061-4508-8.
- Money (Money: A Suicide Note, 1984), trad. di Susanna Basso, Collana I Coralli, Torino, Einaudi, 1999, ISBN 978-88-061-4416-6.
- Territori londinesi (London Fields, 1989), trad. di Ranieri Carano, Collana Omnibus, Milano, Mondadori, 1991; Collana ET Scrittori, Torino, Einaudi, 2009, ISBN 978-88-061-9202-0.
- La freccia del tempo o La natura dell'offesa (Time's Arrow: or The Nature of the Offence, 1991), trad. di Ettore Capriolo, Collana Omnibus, Milano, Mondadori, 1993; Collana ET Scrittori, Torino, Einaudi, 2010, ISBN 978-88-061-9914-2.
- L'informazione (The Information, 1995), trad. di Gaspare Bona, Collana Supercoralli, Torino, Einaudi, 1996, ISBN 978-88-061-3906-3.
- Il treno della notte (Night Train, 1997), trad. di Gaspare Bona, Collana I Coralli, Torino, Einaudi, 1997, ISBN 978-88-061-4500-2.
- Cane giallo (Yellow Dog, 2003), trad. di Massimo Bocchiola, Collana I Coralli, Torino, Einaudi, 2006, ISBN 978-88-06-17108-7.
- La casa degli incontri (House of Meetings, 2006), trad. di Giovanna Granato, Collana Supercoralli, Torino, Einaudi, 2008. ISBN 978-88-061-9054-5.
- La vedova incinta (The Pregnant Widow, 2010), trad. di Maurizia Balmelli, Collana Supercoralli, Torino, Einaudi, 2011, ISBN 978-88-061-7795-9.
- Lionel Asbo. Stato dell'Inghilterra (Lionel Asbo: State of England, 2012), trad. di Federica Aceto, Collana Supercoralli, Torino, Einaudi, 2013, ISBN 978-88-06-21140-0.
- La zona d'interesse (The Zone of Interest, 2014), trad. di Maurizia Balmelli, Collana Supercoralli, Einaudi, Torino, 2015, ISBN 978-88-06-22354-0.

### Raccolte di racconti
- I mostri di Einstein (Einstein's Monsters, 1987), trad. di Andrea Kerbaker e Sarah Thorne, Collana Omnibus, Milano, Mondadori, 1988, ISBN 88-04-31296-3; Collana Supercoralli, Torino, Einaudi, 2024, ISBN 978-88-062-6502-1.
- Two Stories (1994)
- God's Dice (1995)
- Cattive acque (Heavy Water and Other Stories, 1998), trad. di Massimo Bocchiola, Collana I Coralli, Torino, Einaudi, 2000, ISBN 978-88-061-5674-9. [contiene 9 racconti]
- Amis Omnibus (1999)
- The Fiction of Martin Amis (2000)
- Vintage Amis (2004)

### Saggistica
- L'invasione degli Space Invaders (Invasion of the Space Invaders, 1982), Isbn Edizioni, 2013
- The Moronic Inferno: And Other Visits to America, 1986
- Storie. All write (2011). Vol. 66: Dalla signora Nabokov (Visiting Mrs Nabokov: And Other Excursions, 1993), traduzione di C. Mello, Leconte, 2011, ISBN 978-88-883-6173-4.
- La guerra contro i cliché. Saggi Letterari (The War Against Cliche: Essays and Reviews 1971-2000, 2001), trad. di Federica Aceto, Fuori Collana, Einaudi, Torino, 2014 ISBN 978-88-06-21205-6
- Koba il Terribile. Una risata e venti milioni di morti (Koba the Dread: Laughter and the Twenty Million, 2002), trad. di Norman Gobetti, Collana Supercoralli, Einaudi, Torino, 2003, ISBN 978-88-06-16701-1; Collana ET Scrittori, Einaudi, Torino, 2005. [su Stalin e la storia russa]
- Il secondo aereo. 11 settembre: 2001-2007 (The Second Plane, 2008), traduzione di Giovanna Granato, Collana Frontiere, Torino, Einaudi, 2009, ISBN 978-88-584-1186-5.
- L'attrito del tempo. Bellow, Nabokov, Hitchens, Travolta, Trump. Saggi e reportage, 1986-2016 (The Rub of Time, 2017), traduzione di Federica Aceto, Torino, Einaudi, 2019, ISBN 978-88-062-3781-3.

### Memorie
- Esperienza (Experience, 2000), trad. di Susanna Basso, Collana Supercoralli, Einaudi, Torino, 2002, ISBN 978-88-06-15724-1.
- La storia da dentro (Inside Story, 2020), trad. di Gaspare Bona, Collana Supercoralli, Torino, Einaudi, 2023, ISBN 978-88-062-5541-1.

## Sceneggiature cinematografiche
- Saturn 3, regia di Stanley Donen (1980)
- London Fields, regia di Mathew Cullen (2018)

## Film tratti dai romanzi
- La ragazza dei sogni, regia di Damian Harris (The Rachel Papers, 1989)
- Dead Babies, regia di William Marsh (2000)
- Money, regia di Jeremy Lovering (2010), miniserie televisiva
- London Fields, regia di Mathew Cullen (2018)
- La zona d'interesse (The Zone of Interest), regia di Jonathan Glazer (2023)